# Kristján Flóki Finnbogason
Kristján Flóki Finnbogason (12 gennaio 1995) è un calciatore islandese, attaccante dell'FH Hafnarfjörður.

## Carriera

### Club
Finnbogason ha cominciato la carriera con la maglia dello FH Hafnarfjörður. Ha esordito in Úrvalsdeild il 3 settembre 2012, subentrando ad Albert Brynjar Ingason nella vittoria casalinga per 3-0 sul Keflavík.
Il 9 aprile 2013, i danesi del Copenaghen hanno reso noto d'aver ingaggiato Finnbogason, che a partire dal 1º luglio sarebbe stato aggregato alla formazione giovanile del club: il giocatore si è legato con un contratto triennale.
Il 24 marzo 2015, lo stesso Copenaghen ha ufficializzato che Finnbogason avrebbe fatto ritorno allo FH Hafnarfjörður a partire dal 1º aprile. Il 4 maggio successivo è quindi tornato a calcare i campi da calcio islandesi, trovando anche una rete nel successo per 1-3 in casa del KR Reykjavík.
Il 2 luglio 2015 ha avuto l'opportunità di giocare la prima partita nelle competizioni europee per club, subentrando a Steven Lennon nello 0-1 in casa dello SJK, nell'andata del primo turno di qualificazione all'Europa League.
Il 16 agosto 2017, i norvegesi dello Start – militanti in 1. divisjon, secondo livello del campionato – hanno ufficializzato l'ingaggio di Finnbogason, che si è legato al nuovo club fino al 31 dicembre 2020. Ha scelto la maglia numero 22. Ha esordito in squadra il 20 agosto, subentrando a Thomas Zernichow e trovando una rete nel pareggio interno per 2-2 contro il Tromsdalen. Al termine dell'annata, lo Start ha centrato la promozione in Eliteserien.
Il 1º agosto 2018 è passato agli svedesi del Brommapojkarna con un prestito valido fino al termine dell'anno. Ha realizzato complessivamente due reti giocato undici partite dell'Allsvenskan 2018 più – a causa del terzultimo posto in classifica – le due gare degli spareggi salvezza che a novembre hanno decretato la discesa della squadra in Superettan.
È quindi rientrato allo Start per fine prestito, con il club che nel frattempo militava in 1. divisjon a seguito della retrocessione patita nel campionato precedente.
Il 29 luglio 2019 ha fatto ritorno in Islanda, per giocare nel KR Reykjavík.

### Nazionale
Finnbogason ha rappresentato l'Islanda a livello Under-17, Under-19 e Under-21. Per quanto concerne quest'ultima selezione, ha esordito in data 26 marzo 2015, schierato titolare nella sconfitta per 3-0 contro la Romania.
Il 31 gennaio 2017, il commissario tecnico della Nazionale maggiore Heimir Hallgrímsson ha convocato Finnbogason in vista della partita amichevole da disputarsi contro il Messico il successivo 8 febbraio. L'attaccante è stato schierato titolare nella partita, persa per 1-0.

## Statistiche

### Presenze e reti nei club
Statistiche aggiornate al 1º agosto 2018.
| Stagione                | Club                    | Campionato              | Campionato | Campionato | Coppe nazionali | Coppe nazionali | Coppe nazionali | Coppe continentali | Coppe continentali | Coppe continentali | Supercoppe | Supercoppe | Supercoppe | Totale | Totale |
| Stagione                | Club                    | Comp                    | Pres       | Reti       | Comp            | Pres            | Reti            | Comp               | Pres               | Reti               | Comp       | Pres       | Reti       | Pres   | Reti   |
| ----------------------- | ----------------------- | ----------------------- | ---------- | ---------- | --------------- | --------------- | --------------- | ------------------ | ------------------ | ------------------ | ---------- | ---------- | ---------- | ------ | ------ |
| 2012                    | FH Hafnarfjörður        | UD                      | 1          | 0          | CI              | 0               | 0               | -                  | -                  | -                  | -          | -          | -          | 1      | 0      |
| gen.-lug. 2013          | FH Hafnarfjörður        | UD                      | 1          | 0          | CI              | 0               | 0               | -                  | -                  | -                  | -          | -          | -          | 1      | 0      |
| lug.-dic. 2015          | FH Hafnarfjörður        | UD                      | 20         | 4          | CI              | 3               | 0               | UEL                | 4                  | 2                  | -          | -          | -          | 27     | 6      |
| 2016                    | FH Hafnarfjörður        | UD                      | 15         | 4          | CI              | 4               | 2               | UCL                | 1                  | 1                  | SI         | 0          | 0          | 20     | 7      |
| gen.-ago. 2017          | FH Hafnarfjörður        | UD                      | 14         | 8          | CI              | 4               | 2               | UCL                | 4                  | 0                  | SI         | 1          | 0          | 23     | 10     |
| Totale FH Hafnarfjörður | Totale FH Hafnarfjörður | Totale FH Hafnarfjörður | 51         | 16         |                 | 11              | 4               |                    | 9                  | 3                  |            | 1          | 0          | 72     | 23     |
| ago.-dic. 2017          | Start                   | 1D                      | 10         | 4          | CN              | -               | -               | -                  | -                  | -                  | -          | -          | -          | 10     | 4      |
| gen.-ago. 2018          | Start                   | ES                      | 13         | 2          | CN              | 3               | 0               | -                  | -                  | -                  | -          | -          | -          | 16     | 2      |
| ago.-dic. 2018          | Brommapojkarna          | A                       | 12+2       | 2+0        | CS              | 0               | 0               | -                  | -                  | -                  | -          | -          | -          | 14     | 2      |
| gen.-ago. 2019          | Start                   | 1D                      | 13         | 1          | CN              | 1               | 0               | -                  | -                  | -                  | -          | -          | -          | 14     | 1      |
| Totale Start            | Totale Start            | Totale Start            | 36         | 7          |                 | 4               | 0               |                    | -                  | -                  |            | -          | -          | 40     | 7      |
| ago.-dic. 2019          | KR Reykjavík            | UD                      | 8          | 3          | CI              | 1               | 0               | -                  | -                  | -                  | -          | -          | -          | 9      | 3      |
| 2020                    | KR Reykjavík            | UD                      | 12         | 4          | CI              | 3               | 3               | UCL+UEL            | 1+0                | 0                  | -          | -          | -          | 16     | 7      |
| Totale KR Reykjavík     | Totale KR Reykjavík     | Totale KR Reykjavík     | 20         | 7          |                 | 4               | 3               |                    | 1+0                | 0                  |            | -          | -          | 25     | 10     |
| Totale                  | Totale                  | Totale                  | 119+2      | 32+0       |                 | 19              | 7               |                    | 10                 | 3                  |            | 1          | 0          | 151    | 42     |

### Cronologia presenze e reti in Nazionale
| Cronologia completa delle presenze e delle reti in nazionale ― Islanda | Cronologia completa delle presenze e delle reti in nazionale ― Islanda | Cronologia completa delle presenze e delle reti in nazionale ― Islanda | Cronologia completa delle presenze e delle reti in nazionale ― Islanda | Cronologia completa delle presenze e delle reti in nazionale ― Islanda | Cronologia completa delle presenze e delle reti in nazionale ― Islanda | Cronologia completa delle presenze e delle reti in nazionale ― Islanda | Cronologia completa delle presenze e delle reti in nazionale ― Islanda |
| Data                                                                   | Città                                                                  | In casa                                                                | Risultato                                                              | Ospiti                                                                 | Competizione                                                           | Reti                                                                   | Note                                                                   |
| ---------------------------------------------------------------------- | ---------------------------------------------------------------------- | ---------------------------------------------------------------------- | ---------------------------------------------------------------------- | ---------------------------------------------------------------------- | ---------------------------------------------------------------------- | ---------------------------------------------------------------------- | ---------------------------------------------------------------------- |
| 8-2-2017                                                               | Las Vegas                                                              | Messico                                                                | 1 – 0                                                                  | Islanda                                                                | Amichevole                                                             | -                                                                      | 55’                                                                    |
| 8-11-2017                                                              | Doha                                                                   | Islanda                                                                | 1 – 2                                                                  | Rep. Ceca                                                              | Amichevole                                                             | -                                                                      | 86’                                                                    |
| 14-1-2018                                                              | Giacarta Centrale                                                      | Indonesia                                                              | 1 – 4                                                                  | Islanda                                                                | Amichevole                                                             | -                                                                      | 76’                                                                    |
| 15-1-2020                                                              | Irvine                                                                 | Canada                                                                 | 0 – 1                                                                  | Islanda                                                                | Amichevole                                                             | -                                                                      | 60’                                                                    |
| 20-1-2020                                                              | Irvine                                                                 | El Salvador                                                            | 0 – 1                                                                  | Islanda                                                                | Amichevole                                                             | -                                                                      | 46’                                                                    |
| Totale                                                                 |                                                                        | Presenze                                                               | 5                                                                      |                                                                        | Reti                                                                   | 0                                                                      |                                                                        |